# Бокий, Борис Вячеславович
Борис Вячеславович Бокий (1898—1973) — советский хозяйственный и государственный; учёный, доктор геолого-минералогических наук, профессор.
Автор большого количества научных работ, в том числе учебников «Горное дело» и «Основы горного дела».

## Биография
Родился 24 января 1898 года в Киеве.
После окончания Первой Киевской гимназии, в 1918 году Бокий был призван в РККА, участвовал в Гражданской войне. Демобилизовавшись в 1921 году, поступил в Ленинградский горный институт (ныне Санкт-Петербургский горный университет), который окончил в 1927 году.
Трудовую деятельность начал инженером на шахтах Донбасса, где работал начальником участка и был заведующим шахтой. В 1929 году был направлен в Ленинградский институт «Гипрошахт». Работая в «Гипрошахте», с 1930 года одновременно вел научно-педагогическую деятельность в Ленинградском
горном институте. Затем с 1938 по 1941 год Борис Бокий работал главным инженером треста «Селижаровуголь», где руководил строительством шахт для создания топливной базы Ленинграда.
Участник Великой Отечественной войны, инженер-капитан, участвовал в обороне Ленинграда. Затем был направлен Наркоматом угольной промышленности СССР в Карагандинский бассейн главным инженером института «Карагандашахтпроект». В 1944 году вернулся в Ленинград и продолжил работу в горном институте. Основатель и первый заведующий кафедрой «Строительства горных предприятий» (1947); проректор Ленинградского горного института в течение 17 лет, основатель и первый декан Шахтостроительного факультета (1948).
Б. В. Бокий был членом КПСС, являлся председателем ученого Совета по защите докторских и кандидатских диссертаций, а также членом комитета по присуждению Ленинских и Государственных премий и членом Научно-технических советов отраслевых министерств. Им было подготовлено большое число докторов и кандидатов наук.
Умер в Ленинграде 13 мая 1973 года. Был похоронен на Богословском кладбище города.

Могила Бокия на Богословском кладбище Санкт-Петербурга.

## Награды
- Был награждён четырьмя орденами Трудового Красного Знамени (1944, 1947, 1952, 1963), орденом «Знак Почёта» (1943) и многими медалями, в числе которых «За оборону Ленинграда»(1944), «За доблестный труд в Великой Отечественной войне» (1946), «В память 250-летия Ленинграда» (1957).
- Удостоен знака «Шахтёрская слава» I степени (1968).
- Заслуженный деятель науки и техники РСФСР (18.06.1959).

## Некоторые работы
- Бокий, Борис Вячеславович. Горное дело [Текст] : [Учебник для неэксплоатационных специальностей горных вузов] / Доц. Б. В. Бокий. — Москва ; Ленинград : изд-во и тип. № 3 Углетехиздата, 1949 (Ленинград). — 520 с. : ил.; 26 см.
- Бокий, Борис Вячеславович. Основы горного дела [Текст] : [Учебник для горных техникумов]. — 2-е изд., испр. и доп. — Москва : Углетехиздат, 1956. — 215 с.